# ブリッシュラック
ブリッシュラック（欧字名:Bullish Luck、1999年4月3日 - ）は、香港の競走馬。主な勝ち鞍に2004年の香港ゴールドカップ、2005年スチュワードカップ、チャンピオンズマイル、2006年の安田記念、チャンピオンズマイル。

## 経歴

### イギリス時代 - 香港2002/2003年シーズン
2001年にAl Moughazelとしてイギリスでデビュー。アスコット、ケンプトン、ドーヴィルなどを転戦し8戦2勝を収めて、2002年に香港リッキー・イゥ厩舎に移籍し現在の名前に改名。いきなりトップクラスに編入されながらも7戦1勝の成績で2002/2003年シーズンを終えた。

### 2003/2004年シーズン
2003/2004年シーズンからアンソニー・クルーズ厩舎に転厩。緒戦（実質はその前に取り消しがあったので2戦目）の上級クラス条件戦で、直後に香港マイルを制するラッキーオーナーズの2着に入りその力の一端を示した。その後同条件戦2勝などを経て、初の当地G1出走となる香港ゴールドカップに出走。エレガントファッションやボウマンズクロッシング、リバーダンサー、プレッシジョンなど当時のトップクラスホースを4コーナー最後方からまとめて差し切るという豪快な競馬で勝利し、一躍香港のトップホースの仲間入りを果たした。この一戦で見せた末脚があまりにも強烈だったことから以降のレースでは最後方待機策を採ることになるが、これがこの馬の成績をムラなものにする一因となる。

### 2004/2005年シーズン
2004/2005年シーズンに入ると、地元G3，G2をそれぞれ3着した後、香港カップ2着で健闘。年明け後にはスチュワードカップを優勝し、2つ目となるG1勝ちを収める。その後、クイーンエリザベス2世カップを5着を経て、チャンピオンズマイルに出走。無敗の18連勝が掛かっていたサイレントウィットネスが直線で抜け出したところを、ゴール前で捕らえ優勝。大記録が掛かっていたことに加え、2頭は同じ厩舎であったことから実に複雑な心情を伴う一戦となったが、不器用と思われていたブリッシュラックが最内を縫うような器用さを見せたことは陣営にとって大きな収穫となった。余勢を駆って安田記念に初の海外遠征を敢行、ここでは後方待機策から追い込むも4着に敗れた。シーズン終了後このシーズンの最優秀マイラーを受賞。

### 2005/2006年シーズン
2005/2006年シーズンはマイル路線を中心に出走、ドバイデューティーフリーへの遠征も行いながらも勝利から遠ざかっていたが、前年制したチャンピオンズマイルに出走すると、中団から鮮やかに抜け出し連覇。1年ぶりの勝利で古豪健在とここにきての更なる進化をアピールした。返す刀で、再び安田記念に参戦すると、ここでも中団からの抜け出しで圧勝、念願の海外G1優勝を果たした。アジアマイルチャレンジを3戦2勝5着1回という成績で優勝を飾るとともに、この2つの勝利が大きな要素となり、このシーズンの香港馬王に選出された。

### 2006/2007年シーズン
2006/2007年シーズンに入ると、格下のレースにもかかわらず13着、6着とふがいない成績が続いていた。しかし香港マイルでは4着に入り年度代表馬としての力を示した。その後、香港で3戦走るもなかなか結果が残せないでいた。そして続いて挑戦したのは世界最高賞金額を誇るドバイワールドカップ。初のダート戦に不安もあったが、強豪相手に3着に入った。その後、チャンピオンズマイルでは8着、香港チャンピオンズ&チャターカップは7着と振るわずこのシーズンを終える。

### 2007/2008年シーズン
2007/2008年シーズンは2戦連続で5着と振るわなかったが、センテナリーヴァーズで久々の勝利を挙げ、続く香港金杯でも3着と好走した。その後、ドバイへ遠征し、ドバイデューティーフリーに出走したが、13着に終わった。続くチャンピオンズマイルは3着、安田記念は14着だった。

### 2008/2009年シーズン
2008/2009年シーズンはシャティントロフィーから始動したが9着、続く国際カップトライアルは8着に終わった。その後、香港カップに出走し、5着となったのを最後に現役を引退した。2009年1月1日に沙田競馬場で引退式が行われた。
今後はオーストラリアで余生を送る。

## 血統表
| ブリッシュラックの血統ニジンスキー系 / Native Dancer5×5=6.25%、Menow5×5=6.25% | ブリッシュラックの血統ニジンスキー系 / Native Dancer5×5=6.25%、Menow5×5=6.25% | ブリッシュラックの血統ニジンスキー系 / Native Dancer5×5=6.25%、Menow5×5=6.25% | （血統表の出典）     | （血統表の出典） |
| 父 *Royal Academy II 1987 鹿毛                                                | 父の父Nijinsky II 1967 鹿毛                                                   | Northern Dancer                                                               | Nearctic             | Nearctic         |
| 父 *Royal Academy II 1987 鹿毛                                                | 父の父Nijinsky II 1967 鹿毛                                                   | Northern Dancer                                                               | Natalma              |                  |
| 父 *Royal Academy II 1987 鹿毛                                                | 父の父Nijinsky II 1967 鹿毛                                                   | Flaming Page                                                                  | Bull Page            | Bull Page        |
| 父 *Royal Academy II 1987 鹿毛                                                | 父の父Nijinsky II 1967 鹿毛                                                   | Flaming Page                                                                  | Flaring Top          |                  |
| 父 *Royal Academy II 1987 鹿毛                                                | 父の母Crimson Saint 1969 栗毛                                                 | Crimson Satan                                                                 | Spy Song             | Spy Song         |
| 父 *Royal Academy II 1987 鹿毛                                                | 父の母Crimson Saint 1969 栗毛                                                 | Crimson Satan                                                                 | Papila               |                  |
| 父 *Royal Academy II 1987 鹿毛                                                | 父の母Crimson Saint 1969 栗毛                                                 | Bolero Rose                                                                   | Bolero               | Bolero           |
| 父 *Royal Academy II 1987 鹿毛                                                | 父の母Crimson Saint 1969 栗毛                                                 | Bolero Rose                                                                   | First Rose           |                  |
| 母 Wild Vintage 1990 黒鹿毛                                                   | 母の父Alysheba 1984 鹿毛                                                      | Alydar                                                                        | Raise a Native       | Raise a Native   |
| 母 Wild Vintage 1990 黒鹿毛                                                   | 母の父Alysheba 1984 鹿毛                                                      | Alydar                                                                        | Sweet Tooth          |                  |
| 母 Wild Vintage 1990 黒鹿毛                                                   | 母の父Alysheba 1984 鹿毛                                                      | Bel Sheba                                                                     | Lt.Stevens           | Lt.Stevens       |
| 母 Wild Vintage 1990 黒鹿毛                                                   | 母の父Alysheba 1984 鹿毛                                                      | Bel Sheba                                                                     | Belthazer            |                  |
| 母 Wild Vintage 1990 黒鹿毛                                                   | 母の母Vintage 1979 鹿毛                                                       | Foolish Pleasure                                                              | What a Pleasure      | What a Pleasure  |
| 母 Wild Vintage 1990 黒鹿毛                                                   | 母の母Vintage 1979 鹿毛                                                       | Foolish Pleasure                                                              | Fool-Me-Not          |                  |
| 母 Wild Vintage 1990 黒鹿毛                                                   | 母の母Vintage 1979 鹿毛                                                       | Prix                                                                          | Vaguely Noble        | Vaguely Noble    |
| 母 Wild Vintage 1990 黒鹿毛                                                   | 母の母Vintage 1979 鹿毛                                                       | Prix                                                                          | Margarethen F-No.4-n |                  |